# Однополые браки в Юконе

Территория Юкон на карте Канады

Однопо́лый брак является законным в канадской территории Юкон с 14 июля 2004 года. Эта территория стала четвёртой юрисдикцией в Канаде (и седьмой в мире), легализовавшей однополые браки, после провинций Онтарио, Британская Колумбия и Квебек.

## Предпосылки
Роб Эдж и Стивен Данбар подали иск против правительства Юкона, так как им было отказано в разрешении на брак в Уайтхорсе. Их адвокат, Джим Такер, использовал новый подход: вместо того, чтобы дисскутировать на основе 15-го раздела Канадской хартии прав и свобод, как в предыдущих делах, он утверждал, что отказ федерального правительства обжаловать решения, легализующие однополые браки, в Онтарио, Британской Колумбии и Квебеке сигнализировали об изменении канадского общего права в отношении брака.
Судья Верховного суда Юкона Питер Макинтайр согласился с тем, что федеральное правительство было непоследовательным в своём подходе к определению брака, который является федеральной обязанностью, поскольку оно не обжаловало первые три решения. Таким образом, отказ территории предоставить однополым парам лицензию на брак означает, что закон применяется в Юконе непоследовательно. Судья Макинтайр объявил однополые браки законными в Юконе и приказал правительству выдать разрешение на брак Робу Эджу и Стивену Данбару.
Судья получил устные обещания от правительства Юкона, что пара получит разрешение на брак. Премьер-министр Юкона Деннис Фенти высоко оценил это решение.

## Территориальное законодательство
В мае 2002 года Законодательная ассамблея Юкона одобрила законопроект, разрешающий однополым парам совместно усыновлять детей. Закон вступил в силу 1 января 2003 года.
В декабре 2014 года в Закон о браке (англ. Marriage Act, фр. Loi sur le mariage, гв. Nihkhàgadhidii geenjit dàgwìdįįʼee) были внесены поправки. В 40-м разделе слова «муж и жена» были заменены на «супруги», добавлено «или супруг» в 13-м разделе. Поправки вступили в силу 1 июня 2015 года. Закон гласит:

Если церемония бракосочетания проводится уполномоченным по вопросам брака, каждая из сторон должна в присутствии уполномоченного по вопросам брака и свидетелей сказать другой стороне: «Я призываю этих присутствующих здесь лиц к свидетельствованию, что я, […], действительно принимаю тебя, […], в качестве моего законного законного супруга (или жены или супруги)». [RSY 2002, c. 146, s. 13]Оригинальный текст (англ.)If a marriage ceremony is performed by a marriage commissioner, each of the parties shall, in the presence of the marriage commissioner and the witnesses, say to the other party: "I call upon these persons here present to witness that I, [...], do take thee, [...] to be my lawful wedded husband (or wife or spouse)." [RSY 2002, c. 146, s. 13]

## Статистика браков
С июля 2004 года по июль 2014 года в Юконе поженились 44 однополые пары.
По данным переписи населения 2016 года, около 1,9 % всех женщин Уайтхорса в парах состояли в однополых отношениях. Это второй показатель в Канаде после Йеллоунайфа на Северо-Западных территориях. Мужчины в однополых парах составляли 0,7 % от всех мужчин в парах.